# Архиепархия Сувы
Архиепархия Сувы (лат. Archidioecesis Suvanus) — архиепархия Римско-Католической Церкви с центром в городе Сува, Фиджи. В архиепархию Сувы входят епархии Раротонга и Таравы и Науру.

## История
27 марта 1863 года Святым Престолом была образована Апостольская префектура Фиджи, выделившаяся от Апостольского викариата Центральной Океании (епархия Тонга). 10 мая 1887 года Апостольская префектура Сува была преобразована в Апостольский викариат Фиджи. 21 июня 1966 года Римский папа Павел VI буллой «Prophetarum voces» Апостольский викариат Сувы был преобразован в архиепархию Сувы.

## Ординарии епархии
- Jean-Baptiste Breheret, S. M. (1863—1887)
- Julien Vidal, S. M. (1887—1922)
- Charles-Joseph Nicolas, S. M. (1922—1941)
- архиепископ Victor Frederick Foley, S. M. (1944 −1 967)
- архиепископ George Hamilton Pearce, S. M. (1967—1976)
- архиепископ Petero Mataca (1976 — по настоящее время)

## Источник
- Annuario pontificio, Ватикан, 2005